# Psychedelische hiphop
Psychedelische hiphop is een subgenre van hiphop dat anno 2012 in opkomst is in Brighton en Bristol in het Verenigd Koninkrijk. Het genre wordt beïnvloed door onder meer acid jazz, lounge en funk. Het is niet hetzelfde als triphop.
Enkele artiesten binnen dit genre zijn Tobacco, 2C Family en MC OD.